# Лінивка-строкатка маскова
Лінивка-строкатка маскова (Notharchus tectus) — вид дятлоподібних птахів родини лінивкових (Bucconidae).

## Поширення
Вид поширений в Центральній та Південній Америці від Коста-Рики до Бразилії. Його природними середовищами існування є субтропічний або тропічний вологий низинний ліс і сильно деградований колишній ліс.

## Опис
Птах завдовжки близько 15 см і вагою близько 27 г. Оперення чорно-біле. Їхні верхні частини в основному чорні, а нижні переважно білі. Через очі проходить чорна смуга, а над нею є білі брови. Є також чорна смужка, яка оточує верхню частину грудей як намисто. Дзьоб міцний, чорного кольору.

## Спосіб життя
Трапляється під пологом лісу, хоча нерідко спускається на землі. Харчується комахами та їхніми личинками, та іншими дрібними членистоногими. Гніздо облаштовує у термітниках на деревах. Самиця відкладає 2 або 3 яскраво-білих яйця. Насиджують та доглядають за молоддю обидва батьки.

## Підвиди
- N. t. subtectus (Sclater, PL, 1860) — Коста-Рики до центральної Колумбії та південного заходу Еквадору;
- N. t. picatus (Sclater, PL, 1856) — схід Еквадору та схід Перу;
- N. t. tectus (Boddaert, 1783) — південь Венесуели, Гвіани і півночі Бразилії.